# عمر رووي
عمر رووي (بالإنجليزية: Omar Rowe)‏ (30 أكتوبر 1994 في المملكة المتحدة - ) هو لاعب كرة قدم بريطاني في مركز الدفاع. لعب مع نادي ساوثهامبتون ووست هام يونايتد وبيشوب ستورتفورد ونادي تاور هامليتس.

## وصلات خارجية
- عمر رووي على موقع قاعدة بيانات كرة القدم.إي يو (الإنجليزية)
- عمر رووي على موقع Soccerway.com (الإنجليزية)
- عمر رووي على موقع AS.com (الإسبانية)